# Tanyproctus lydiensis
Tanyproctus lydiensis är en skalbaggsart som beskrevs av Rudolph Petrovitz 1971. Tanyproctus lydiensis ingår i släktet Tanyproctus och familjen Melolonthidae. Inga underarter finns listade i Catalogue of Life.